# Campeonato Catarinense 2014
In 2014 werd het 89ste Campeonato Catarinense gespeeld voor voetbalclubs uit Braziliaanse staat Santa Catarina. De competitie werd georganiseerd door de FCF en werd gespeeld van 26 januari tot 13 april. Figueirense werd kampioen. 

## Eerste fase
| Plaats | Club                | Wed. | W | G | V | Saldo | Ptn. |
| ------ | ------------------- | ---- | - | - | - | ----- | ---- |
| 1.     | Metroplitano        | 9    | 6 | 0 | 3 | 17:12 | 18   |
| 2.     | Criciúma            | 9    | 4 | 4 | 1 | 10:7  | 16   |
| 3.     | Joinville           | 9    | 4 | 3 | 2 | 14:8  | 15   |
| 4.     | Figueirense         | 9    | 4 | 3 | 2 | 12:7  | 15   |
| 5.     | Chapecoense         | 9    | 4 | 3 | 2 | 12:10 | 15   |
| 6.     | Brusque             | 9    | 4 | 2 | 3 | 13:7  | 14   |
| 7.     | Marcílio Dias       | 9    | 2 | 4 | 3 | 11:13 | 10   |
| 8.     | Avaí                | 9    | 2 | 1 | 6 | 11:14 | 7    |
| 9.     | Juventus            | 9    | 2 | 1 | 6 | 10:21 | 7    |
| 10.    | Atlético de Ibirama | 9    | 2 | 1 | 6 | 9:20  | 7    |

|  | Geplaatst voor tweede fase titelgroep      |
|  | Geplaatst voor tweede fase degradatiegroep |

## Tweede fase

### Titelgroep
| Plaats | Club         | Wed. | W | G | V | Saldo | Ptn. |
| ------ | ------------ | ---- | - | - | - | ----- | ---- |
| 1.     | Figueirense  | 6    | 3 | 2 | 1 | 10:7  | 11   |
| 2.     | Joinville    | 6    | 2 | 4 | 0 | 4:2   | 10   |
| 3.     | Criciúma     | 6    | 2 | 1 | 3 | 7:6   | 7    |
| 4.     | Metroplitano | 6    | 0 | 3 | 3 | 2:8   | 3    |

|  | Geplaatst voor finale |

### Degradatiegroep
| Plaats | Club                | Wed. | W | G | V | Saldo | Ptn. |
| ------ | ------------------- | ---- | - | - | - | ----- | ---- |
| 1.     | Chapecoense         | 10   | 6 | 2 | 2 | 15:7  | 20   |
| 2.     | Avaí                | 10   | 5 | 2 | 3 | 19:13 | 17   |
| 3.     | Marcílio Dias       | 10   | 4 | 3 | 3 | 18:12 | 15   |
| 4.     | Atlético de Ibirama | 10   | 4 | 0 | 6 | 10:15 | 12   |
| 5.     | Brusque             | 10   | 3 | 3 | 4 | 10:14 | 12   |
| 6.     | Juventus            | 10   | 2 | 2 | 6 | 10:21 | 8    |

|  | Degradatie |

## Finale
Figueirense won omdat het in de competitie beter presteerde. 
|              |                                        |       |                    |  |
| 6 april Heen | Joinville                              | 2 – 1 | Figueirense        |  |
| 6 april Heen | Wellington Saci 45+2' Edigar Junio 74' |       | 49' Éverton Santos |  |

| Joinville | Figueirense |

|                |                            |       |                     |  |
| 13 april Terug | Figueirense                | 2 – 1 | Joinville           |  |
| 13 april Terug | Dudu 1' Lucio Maranhão 34' |       | 56' Wellington Saci |  |

| Figueirense | Joinville |

### Kampioen
| Campeonato Catarinense de 2014   |
| Santa Catarina                   |
| -------------------------------- |
| FIGUEIRENSE Kampioen (16° titel) |